# 산탄젤로데이롬바르디
산탄젤로데이롬바르디(이탈리아어: Sant'Angelo dei Lombardi)는 이탈리아 캄파니아주 아벨리노도의 코무네다.